# Pholidota corniculata
Pholidota corniculata är en orkidéart som beskrevs av Ernst Hugo Heinrich Pfitzer och Friedrich Fritz Wilhelm Ludwig Kraenzlin. Pholidota corniculata ingår i släktet Pholidota och familjen orkidéer. Inga underarter finns listade i Catalogue of Life.